# 平田裕一郎
平田 裕一郎（ひらた ゆういちろう、1986年4月27日 - ）は、日本の俳優。長崎県出身。身長175cm、血液型はAB型。
Y・M・O所属 からフリーランス期間を経て、エイベックス・マネジメント、エイベックス・ヴァンガード所属 ののち、再度フリーとなる。
期間を経て、ISM ENTERTAINMENTに所属。2025年３月末、ISM ENTERTAINMENTを退所し、フリーへ。

## 略歴
2007年に舞台『ミュージカル・テニスの王子様』でデビュー。舞台・テレビドラマ出演のほか、『もらえるテレビ!』レギュラーなどバラエティ番組でも活動する。
2009年にパリで開かれた『第10回ジャパンエキスポ』に『ミュージカル・テニスの王子様』キャストのひとりとして出演。2010年に行われた『Japan Anime Live』では『BLEACH』黒崎一護役を務め、ヨーロッパ各国のイベントに参加した。
2011年よりエイベックス・マネジメントに所属後、2013年に同社から分割・新設されたエイベックス・ヴァンガード所属となる。
2016年9月末でエイベックス・ヴァンガードを退社。
2024年6月28日、一般女性との結婚・第1子誕生を発表。

## 人物
特技・趣味は映画鑑賞・散歩・料理・サッカー。2013年に温泉ソムリエの資格を取得した。
中学3年まで新聞配達少年だった。

## 出演
（役名太字は主演）

### 舞台
- ミュージカル・テニスの王子様（2007年 - 2009年） - 海堂薫 役
  - The Progressive Match 比嘉 feat.立海（2007年12月 - 2008年2月）
  - コンサート Dream Live 5th（2008年5月）
  - The Imperial Presence 氷帝 feat.比嘉（2008年7月 - 11月）
  - The Treasure Match 四天宝寺 feat. 氷帝（2008年12月 - 2009年1月）
  - Dream Live 6th（2009年5月）
- ミュージカル 冒険者たち（2009年3月/2010年6月） - シジン 役
- 女信長（2009年6月） - 織田信行 役
- MEN&MAN 〜男たちの想い〜 SADAME ANOTHER LOVE STORY（2009年9月） - ヒロ 役
- マグダラなマリア 〜マリアさんは二度くらい死ぬ! オリエンタルサンシャイン急行殺人事件〜（2009年11月） - アンジェラ 役
- 困ったメン 〜絶望のジングルベルMIX〜（2009年12月） - ジュンペイ 役ほか
- 新耳袋（2010年4月）
- コカンセツ!（2010年8月） - 河合雅樹 役
- 姫子と7人のマモル（2010年12月） - 雨マモル（ビニール傘） 役
- 新春戦国鍋祭 〜あんまり近づき過ぎると斬られちゃうよ〜（2011年1月）
- 新宿バックストリート（2011年2月） - みんみん 役
- オタッカーズ・ハイ（2011年4月） - 滝崎 役
- マッチ・アップ・ポンプ（2011年8月） - タイラ 役
- ニコニコミュージカル 源氏物語（2011年11月） - 朧月夜/望々 役
- 大江戸鍋祭 〜あんまりはしゃぎすぎると討たれちゃうよ〜（2011年12月） - 直陰 役ほか[12]
- 誇らしげだが、空。（2012年3月） - 主水（モンド） 役
- 合唱ブラボー!（2012年4月） - プリンス レオナルド ヤング 役
- 新・幕末純情伝（2012年7月） - 裕一郎 役
- 阿呆の鼻毛で蜻蛉をつなぐ（2012年9月） - 原田一美 役
- The ghost ≠ You-Re:i（2012年11月） - ゲスト出演
- SOLID（2013年7月） - 沢田卓郎 役
- 舞台 私のホストちゃん（2013年10月 - 11月） - 白石咲夜 役
- 銀河英雄伝説 第四章 後篇 激突（2014年2月 - 3月） - オスカー・フォン・ロイエンタール 役
- イケナイコトカイ？（2014年3月） - 半田勇人 役
- ママと僕たち 〜おべんきょイヤイヤBABYS〜（2014年5月） - 柿ノ木好央 役
- フランダースの負け犬（2014年7月） - アレクサンダー・フォン・クルック 役 / クリスチャン・バラック 役（乱痴気公演）
- 健ドン!（仮）（2014年10月）
- 舞台 私のホストちゃん〜血闘！福岡中州編〜（2014年12月） - 白石咲夜 役
- ママと僕たち　もっかい！に！〜おべんきょイヤイヤBABYS〜（2015年2月 - 3月） - 柿ノ木好央 役
- 南の島に雪が降る（2015年8月、中日劇場）
- 戯曲リーディング　アルベールカミュ『戒厳令』（2015年10月） - ナダ 役
- TRUMP（2015年11月 - 12月） - truth：臥萬里 役/reverse：ピエトロ・ロンド 役
- 舞台 私のホストちゃん THE FINAL 〜激突！名古屋栄編〜（2016年1月 - 2月） - 白石咲夜 役
- トンマッコルへようこそ（2016年5月） - ヒョンチョル 役
- Magician達のリファンタジ〜（2016年6月） - ヒロ役
- MITSURU MATSUOKA PRESENTS「DAYDREAM BABYS*」（2016年7月 - 8月） - 平山/KAKKY 役
- さがり（2016年11月 - 12月） - 風間龍一 役[13]
- 紅き谷のサクラ〜幕末幻想伝 新選組零番隊〜（2017年1月） - 染井蘭 役[14]
- 破壊ランナー（2017年4月） - カルリシオ 役
- 錆色のアーマ（2017年6月） - 黒氷 役[15]
- 遠い夏のゴッホ（2017年7月） - セルバンテス（サーベルカマキリ）役
- Clione Compilation Reading Volume3「Rain en in Noel 雨男たちのクリスマス」（2017年10月）
- 柿喰う客『俺を縛れ！』（2018年1 - 2月）- 浦見深左衛門（うらみふかざえもん）役
- ミュージカル「陰陽師」～平安絵巻～（2018年3月 - 4月）- 黒無常 役
- 演劇ユニット100点UN・チョイス！第5回本公演「ひまわり」（2018年5月）※特別出演
- WBB vol.14『Secret code〜幻のゲームオーバー〜』（2018年7月） - J1 役
- 舞台『モブサイコ100』～裏対裏～ （2018年9月）- 神室真司 役
- アクティブリーディング「それから」（2019年1月）- 1月20日ゲスト出演　平田 役
- ふたり阿国（2019年3月 - 4月）権蔵 役
- 錆色のアーマ -繋ぐ- （2019年6月） - 黒氷 役
- 蘭 ～緒方洪庵 浪華の事件帳～ （2019年8月 - 9月） - 賊頭 ウスバカゲロウ 役
- ボクのサンキュウ。 （2019年10月） - 大地 役
- 舞台『まわれ！無敵のマーダーケース』（2019年12月） - 齊藤 役
- 劇団4ドル50セント×柿喰う客コラボ公演『学芸会レーベル』『アセリ教育』（2020年1月30日 - 2月9日、DDD青山クロスシアター）
- よみがえる明治座東京喜劇『こちとらお奥様だぜぃ!』(2021年2月) – 春吉役
- 「錆色のアーマ　外伝 -碧空の梟-」(2021年4月) – 黒氷 役
- 劇団TEAM-ODAC第36回本公演「ダルマ(2021)」(2021年6月)
- 「おおばかもの~メレンゲとわすれもの~」(2021年11月)
- 劇団 TEAM-ODAC 第 34回本公演「僕らの深夜高速」(2021年12月)
- Mo’xtra Produce 「グリーン・マーダー・ケース」(2022年5月) - ジョン・F・X・マーカム/検事役
- 朗読劇「君の小説に登場する僕は」(2022年5月6日)
- GEKIIKE ALL JAPAN PROJECT プレビュー公演「宵闇に咲く雨」(2022年9月30日-10月2日) - 龍源寺紫乃介役
- 笑う門には福来･る祭「明治座でどうな･る家康」(2022年12月-2023年1月)-本多忠勝役
- Asterism vol,07 「NoLimit」(2023年5月)
- GEKIIKE本公演第12回「漆黒ノ戰花−再演−」 (2023年6月) - 黒沢正芳役
- 隠し砦の三悪人（2023年7～8月　明治座/新歌舞伎座）
- 「Over THE Side」Performance & Reading Stage　(2023年9月28日)
- SitcomLab「ギャングアワー」(2024年4、5月)
- CollaboLab「恋するアンチヒーロー」(2025年7月)

### テレビドラマ
- 私のホストちゃん〜しちにんのホスト〜（2011年10月 - 2012年3月、テレビ朝日） - 白石咲夜 役
- ハンチョウ〜警視庁安積班〜（2012年4月 - 6月、TBS） - 平井 役
- 恋愛検定 第1話（2012年6月、NHK BSプレミアム）
- ガールズトーク〜十人のシスターたち〜（2012年11月27日、テレビ朝日） - 白石咲夜 役
- ミエリーノ柏木 第4話（2013年2月、テレビ東京） - 斉藤誠 役
- レディ・ジョーカー（2013年3月 - 4月、WOWOW） - 紺野刑事 役
- 遺留捜査 第3シリーズ 第1話（2013年4月、テレビ朝日） - 酒井修平 役
- 甘王の共感スクール（2013年7月、テレビ朝日） - 白石咲夜 役
- 殺しの女王蜂 第8話（2013年11月、テレビ東京） - 内野アツシ 役
- よろず占い処 陰陽屋へようこそ 第10話（2013年12月10日、関西テレビ） - 只野寛和（青年期） 役
- 僕のいた時間 第2話（2014年1月15日、フジテレビ）
- 水曜ミステリー9 夏樹静子サスペンス　逆転弁護士ヤブハラ 証言拒否（2015年2月18日、テレビ東京） - 馬越秋行 役
- 連続ドラマW 誤断（2015年11 - 12月、WOWOW） - 吉田大吉 役
- 土曜ワイド劇場「特捜7」（2015年2月27日、テレビ朝日）

### テレビアニメ
- 錆色のアーマ-黎明-（2022年） - 黒氷 役[16]

### バラエティ
- もらえるテレビ!（2009年10月 - 2010年3月、テレビ朝日） - 「も組」メンバー
- 戦国鍋TV 〜なんとなく歴史が学べる映像〜（2010年 - 2011年、独立UHF局）

「堺衆」 - 松江隆仙 役
「家康徳川の統べりたい話/徳川15代将軍」 - 徳川家宣 役
- ノンストップ!（2013年1月 - 3月、フジテレビ） - 「東京湯ケメン温泉」レギュラー
- かみばな 〜日本には八百万の神様がいるかもしれない〜（2013年4月 - 6月、BS11）

「因幡の白ウサギ」 - オオナムジ 役

### 映画
- 都市霊伝説 心霊工場（2010年） - 三原俊郎 役
- 夜明け前 朝焼け中（2013年） - 手塚哲夫 役
- テコンドー魂〜Rebirth〜（2014年） - 中根博文 役

### 配信ドラマ
- L et M わたしがあなたを愛する理由、そのほかの物語（2012年、BeeTV）
- OLジュンコの小悪魔テクニック（2012年、BeeTV）
- 福岡恋愛白書スピンオフドラマ もうひとつの福岡恋愛白書（2013年） - 井上大輔 役
- 恋愛体感「モトカレ Ep3.最低なアイツと最高のクリスマス」（2013年、UULA） - ヨウスケ 役
- 10日間で運命の恋人をみつける方法（2014年、BeeTV） - 八城ナギ 役
- リアリティーバラエティドラマ 美少年コテージ（2014年、a-nation TV） - ゆうちゃん 役
- AKBラブナイト 恋工場 第2話「禁断のイタズラ」（2016年4月21日、ビデオパス・テレ朝動画） - 小林 役[17]
- 隠れ家で夜ふかし（2018年2月-3月、スマートボーイズ）-紺野達也 役[18]

### ミュージックビデオ
- ライチ☆光クラブ×machine「innocent fever」（2012年7月） - ゼラ 役[19]

### CM
- デンソー【こどもとクルマ編】(2024年09月)
- デンソー【推しのキーホルダー編】(2024年11月)

### その他
- Japan Expo（2009年[7]）
- Japan Anime Live（2010年[8]）
- ZZ:CC スプリングキャンペーン イメージキャラクター（2012年）
- かんたん!アイデアレシピ〜食卓を彩るフィラデルフィア〜（2014年〜、BS-TBS）
- ハマる英語動画「ピタペラポン」内「ヒラタ・ラボ」（2015年）
- アイデム演劇プロジェクト第4弾「シャーロックンロール・ホームズ」（2016年）[20]
- ラジオドラマ　FMシアター「船出のキック」 - 江川龍太役（2016年6月25日、NHK-FM）
- おきたま観光「西吾妻山ひと筆書き〜米沢八湯マイスターへの道」（2017年）
- ロバート秋山のクリエイターズ・ファイル#45　メーキャップアーティスト HARUKI（2018年）
- 釣り猿 （2019年、ホームドラマチャンネル）
- レジスタンスイレブン (2019年、日テレプラス）

## 作品

### CD
- club vanilla & 甘王「愛をナメんなよ!」（2012年3月3日、ダイキサウンド）「白石咲夜」役での参加